# Clidemia inopinata
Clidemia inopinata är en tvåhjärtbladig växtart som beskrevs av Frank Almeda. Clidemia inopinata ingår i släktet Clidemia och familjen Melastomataceae. Inga underarter finns listade i Catalogue of Life.